# تويسركان
تويسركان (بالفارسية: تویسرکان) هي مدينة تقع في إيران في المقاطعة المركزية. يقدر عدد سكانها بـ 42,520 نسمة .

## أعلام
- صادق أئينه وند